# Achterste Brug
Achterste Brug is een buurtschap  in de gemeente Valkenswaard in de Nederlandse provincie Noord-Brabant. Het ligt 7,5 kilometer ten zuidwesten van de plaats Valkenswaard, twee kilometer ten oosten van de N69 en ten noorden van de Belgische grens ter hoogte van grenspaal 185 en het internationaal natuurgebied de Plateaux-Hageven. Samen met Voorste Brug omvatten de buurtschappen circa 25 huizen met circa 65 inwoners. De naam verwijst naar twee bruggen die vroeger over de Dommel lagen, in de tijd dat de rivier een andere loop had en de buurtschappen doorkruiste.

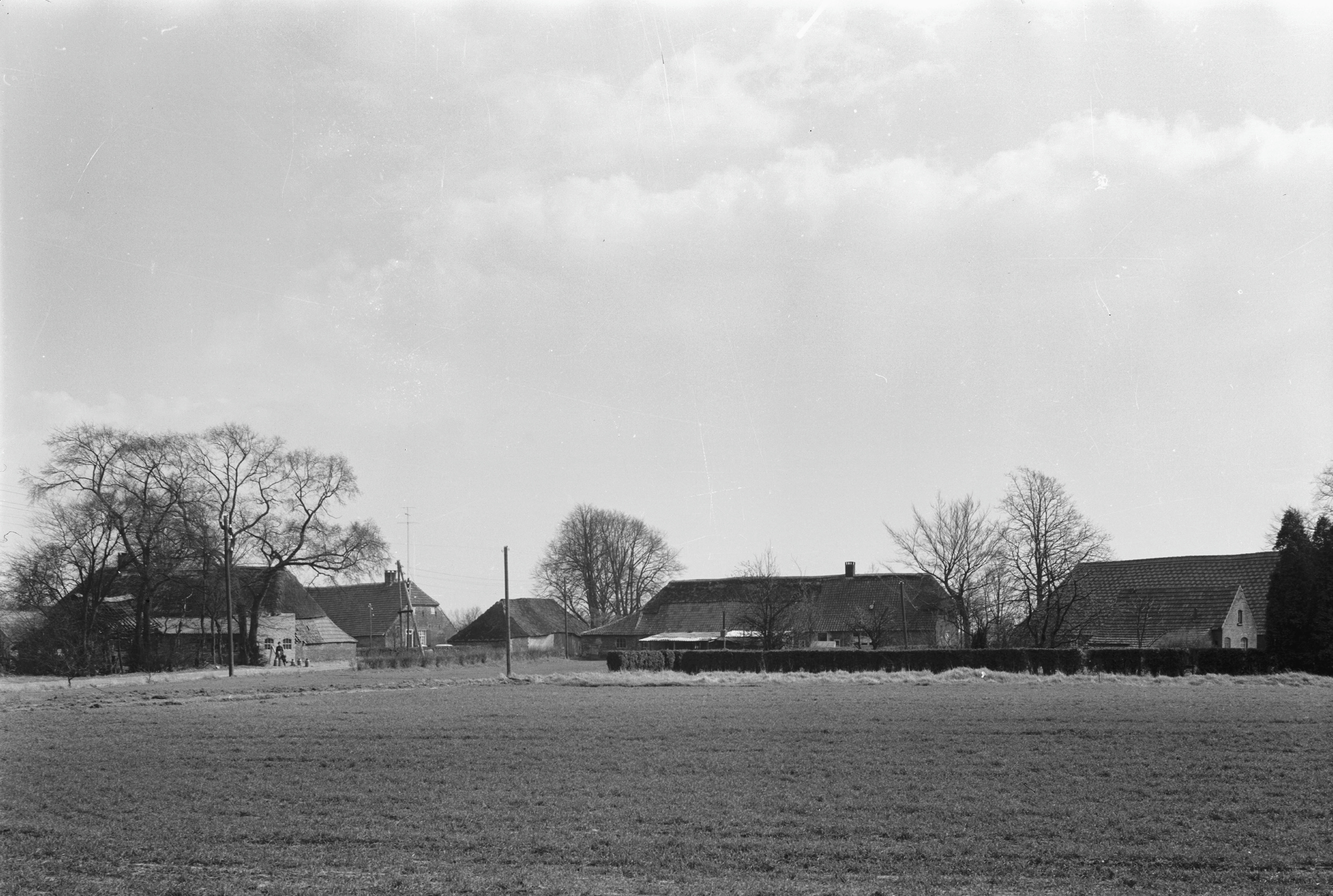
Dorpsgezicht vanuit het noordwesten
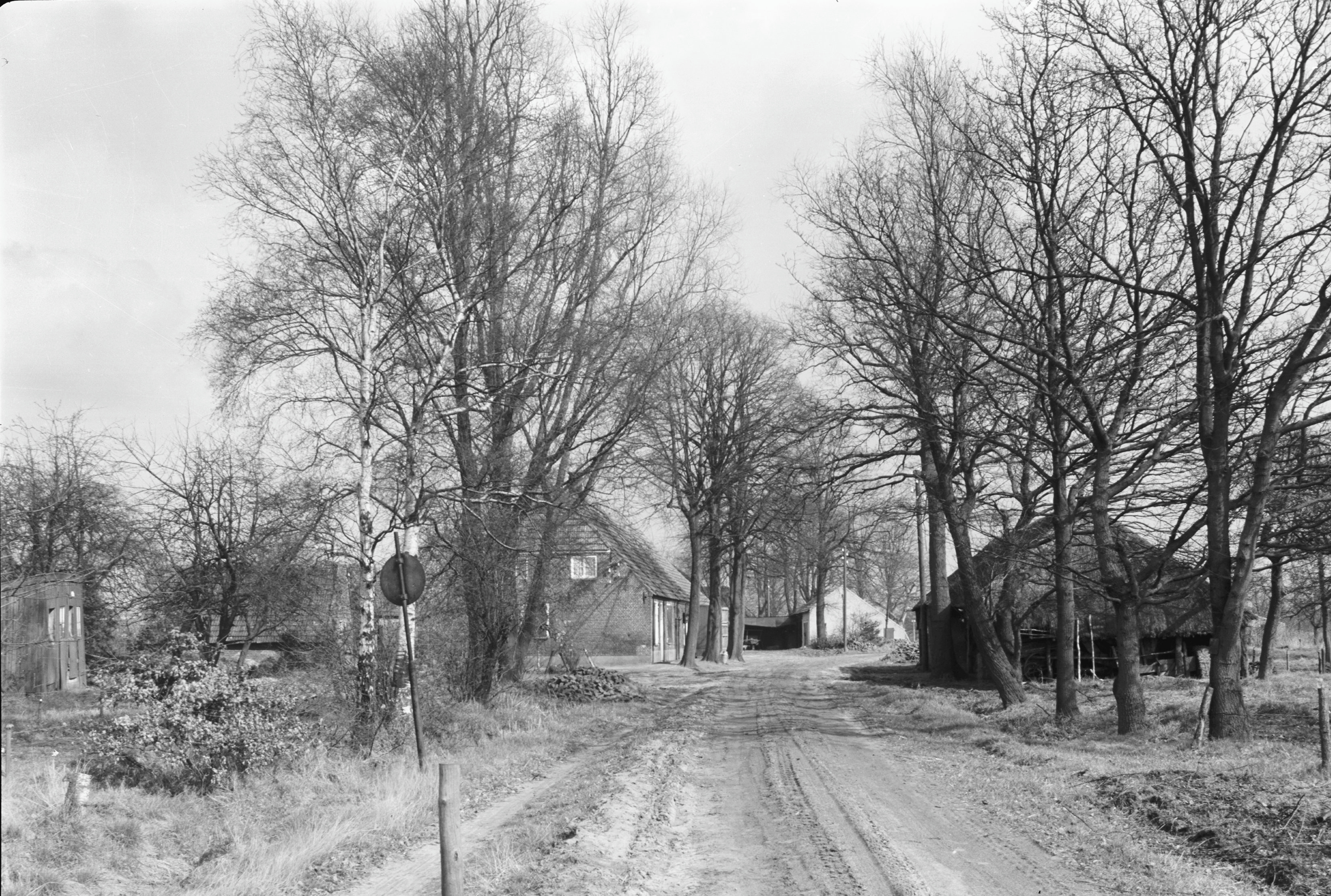
Dorpsgezicht vanuit het zuidwesten
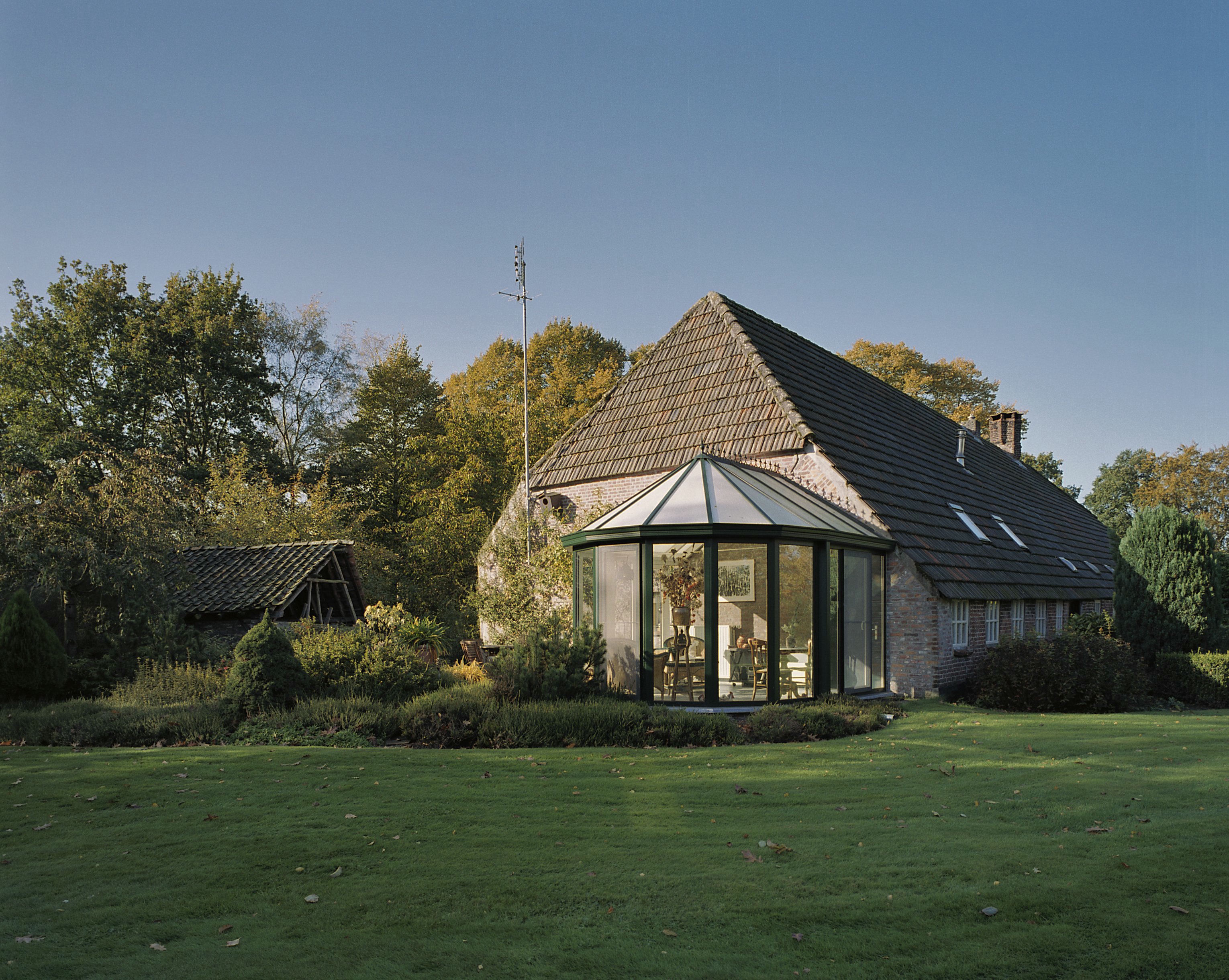
Overzicht met schuur en serre

Dorpen: Borkel · Dommelen · Schaft · Valkenswaard

Buurtschappen: Achterste Brug · Deelshurk · De Kapel · Heuvel · Hoek · Hoeve · Keersop · Venbergen · Voorste Brug · Zeelberg

Noord-Brabant: Steden en dorpen      Nederland: Provincies · Gemeenten